# Robert Fürbringer
Robert Fürbringer (* 3. Dezember 1806 in Gera; † 5. November 1865 ebenda) war Bürgermeister der Stadt Gera von 1849 bis 1865 (dabei ab 1852 mit der Amtsbezeichnung Oberbürgermeister).

## Werdegang
Robert Fürbringer entstammte einer alten Geraer Familie, die bereits zwei Bürgermeister der Stadt gestellt hatte (Karl Gottlob Fürbringer von 1762 bis 1782; Johann Christian Karl Fürbringer von 1795 bis 1824). Er wurde nach einer juristischen Ausbildung Stadtsyndikus von Gera und am 19. Oktober 1849 nach dem Rücktritt von Bürgermeister Oscar Hennig mit der kommissarischen Führung von dessen Amt betraut. Am 2. April 1851 wurde er in einer Urwahl der städtischen Bevölkerung als Bürgermeister bestätigt; diese Wahl erhielt am 10. Dezember 1851 ihre Bestätigung durch die Landesherrliche Regierung des Fürstentums Reuß jüngerer Linie, dessen Haupt- und Residenzstadt Gera seit 1848 war. Am 15. März 1852 verlieh ihm die Regierung das Amtsprädikat eines Oberbürgermeisters.
1852 wurde in Gera das erste städtische Krankenhaus eröffnet. Am 19. März 1859 erhielt die Stadt mit der Strecke über Zeitz nach Weißenfels und damit zur Thüringer Bahn ihren ersten Eisenbahnanschluss. 1861 erfolgte eine grundlegende Umgestaltung des städtischen Volks- und Bürgerschulwesens, die 1864 in der Eröffnung der Gesamtstadtschule auf dem Nicolaiberg gipfelte.
Vom 10. November 1851 bis zum 17. Juni 1854 und vom 20. Februar 1856 bis zum 6. September 1860 war er Mitglied im Landtag Reuß jüngerer Linie.
Robert Fürbringer betätigte sich auch als Ortschronist und Heimatforscher und verfasste unter anderem Annalen der Stadt Gera von 1813 bis 1845, eine Geschichte der Schützenkompanie zu Gera sowie volkskundliche Arbeiten für den Vogtländischen Altertumsforschenden Verein. Er wurde 1857 zum Oberbürgermeister auf Lebenszeit gewählt, jedoch im Juni 1865 aus Krankheitsgründen pensioniert und starb nur wenige Monate später.
Während seines Studiums wurde er 1826 Mitglied der Alten Leipziger Burschenschaft. Sein 1843 geborener Sohn Leo Fürbringer war kurzzeitig Bürgermeister von Weimar und anschließend von 1875 bis 1913 (Ober-)Bürgermeister von Emden.
Am 3. Mai 1945 erhielt eine zuvor nach Hans Maikowski benannte Straße im Stadtteil Zwötzen den Namen Robert-Fürbringer-Straße.